# Bestival
Bestival est un festival de musique étalé sur trois jours, organisé chaque année depuis l'été 2004 au parc de Robin Hill sur l'Île de Wight, au Royaume-Uni. L'évènement est organisé par le DJ et compositeur Rob da Bank et de son label Sunday Best. Le premier Bestival a attiré 10 000 personnes. En 2010, on en compte 55 000. En 2006, il a été classé Meilleur festival aux UK Festival Awards 2006.

## Origines
Le festival est annuellement organisé toutes les fins d'été depuis 2004, dans un petit parc appelé « Robin Hill ». L'évènement est organisé par BBC Radio 1, plus tard laissé à DJ Rob da Bank et son label Sunday Best. Le directeur créatif et sa femme Josie da Bank et cofondateurs/partenaires John et Ziggy de Get Involved ont eux aussi pris part à l'organisation de l'évènement.
En 2004, le festival compte 10 000 visiteurs, un nombre en progression constante, qui atteint 43 000 personnes dès 2009 et 55 000 dès 2010.
L'Île de Wight a été choisie pour plusieurs raisons, dont la beauté naturelle du site.  L'île est aussi un lieu très prisé, où sont organisés de nombreux festivals annuels.